# Памятник детям войны (Ртищево)
Памятник детям войны — памятник в городе Ртищево Саратовской области детям Великой Отечественной войны.
Монумент установлен на углу улиц Левице и Красной и посвящён ртищевцам, чьё детство выпало на годы Великой Отечественной войны. Первый подобный памятник в Саратовской области.

## История
Инициатором создания памятника, посвящённого детям войны, выступила жительница, руководитель музея боевой славы «Хранитель памяти» — Александра Степановна Овчинникова. В мае 2015 года администрацией Ртищевского муниципального района было объявлено о строительстве этого монумента. В октябре этого же года город посетил энгельсский скульптор Александр Садовский, с которым велись переговоры по созданию памятника, и представил разработанный им проект памятника, получивший одобрение руководства и общественности города.
Торжественное открытие памятника состоялось 6 мая 2016 года. Почётное право открыть его было предоставлено самой Алдександре Овчинниковой и двум юным жителям Ртищево. Выступивший глава администрации Ртищевского района Александр Санинский отметил важность этого события и поздравил всех присутствующих с открытием памятника. Он сказал:

«Очень важно, что памятник появился именно в нашем городе. Чтобы знали и помнили потомки, что у страны в тяжелейшие для неё дни грозной опасности, был могучий союзник: многомиллионная, крепко сплоченная армия детей, в число которой входили и ртищевские мальчишки и девчонки — поистине маленькие герои большой войны.»

На церемонии также присутствовали депутат Государственной Думы Антон Ищенко, заместитель председателя общественной палаты Саратовской области, протоиерей Дионисий Абрамов, скульптор Александр Садовский.

## Описание
Памятник представляет собой композицию из двух фигур: юноши-подростка и маленькой девочки. Скульптурная группа расположена на гранитном основании, установленном на бетонный постамент. В правой руке у юноши железнодорожный фонарь — он даёт зелёный свет идущему на фронт эшелону, второй рукой он придерживает за плечо сестру, которая держит в правой руке игрушечного медведя. Скульптуры детей изготовлены в виде горельефа из полимерно-композитных материалов, имитирующих бронзу. Они прикреплены к вертикально стоящей стеле в виде прямоугольного параллелепипеда также из коричневого полированного гранита, как в основании. В правой верхней части стелы надпись: «ДЕТЯМ ВОЙНЫ», в нижней части — изображение железнодорожного полотна, уходящего в даль. Железнодорожные пути символизируют важность города Ртищево как крупного железнодорожного узла, игравшего важную роль в Великой Отечественной войне. В углу постамента находятся внахлёст расположенные цифры «1941−1945». Площадка вокруг памятника выложена тротуарной плиткой.
Фигуры детей воссозданы на основании сохранившихся фотографий военных лет. Прототипом юноши стал Владимир Ильич Соколов, который в годы войны в возрасте пятнадцати лет работал стрелочником на станции Дубасовской.